# Pseudodiaptomus salinus
Pseudodiaptomus salinus is een eenoogkreeftjessoort uit de familie van de Pseudodiaptomidae. De wetenschappelijke naam van de soort is voor het eerst geldig gepubliceerd in 1896 door Giesbrecht.